# Göte Lovén
Göte Sigvard Lovén född 16 juni 1922 i Orsa, död 8 april 2019 i Skärholmen, var en svensk kompositör, gitarrist och sångare.
Han debuterade 1939 i kvartetten Hala Hem som förutom honom bestod av Erik Bäcker, Ville Jernberg och Evert Stenberg. Under 1950- och 1960-talen spelade han i Radioorkestern under William Lind och Willard Ringstrand, samt deltog i radioprogram där han spelade tillsammans med Ricke Lööw och Giovanni Jaconelli. Han ingick även i husbandet hos Hylands hörna, och i Hasse Tellemars program Refrängen.
Göte Lovén är begravd på S:t Botvids begravningsplats i Huddinge.

## Filmmusik
- 1957 - Smultronstället